# Лиса-Гура (Малопольське воєводство)
Лиса-Гура (пол. Łysa Góra) — село в Польщі, у гміні Дембно Бжеського повіту Малопольського воєводства.
Населення — 1490 осіб (2011).
У 1975—1998 роках село належало до Тарновського воєводства.

## Географія
У селі бере початок річка Кіселіна.

## Демографія
Демографічна структура станом на 31 березня 2011 року:
|          | Загалом | Допрацездатний вік | Працездатний вік | Постпрацездатний вік |
| -------- | ------- | ------------------ | ---------------- | -------------------- |
| Чоловіки | 737     | 164                | 491              | 82                   |
| Жінки    | 753     | 139                | 428              | 186                  |
| Разом    | 1490    | 303                | 919              | 268                  |